# 排上镇
排上镇，是中华人民共和国江西省萍乡市湘东区下辖的一个乡镇级行政单位。

## 行政区划
排上镇下辖以下地区：
排上村、陂田村、沸水村、毛园村、荷塘村、上珠村、山田村、官桥村、横塘村、石甲坊村、南村、东村、大路里村、桥头村、梅林村和北村。